# Sala Baganza
Sala Baganza é uma comuna italiana da região da Emília-Romanha, província de Parma, com cerca de 4 611 habitantes. Estende-se por uma área de 30 km², tendo uma densidade populacional de 154 hab/km². Faz fronteira com Calestano, Collecchio, Felino, Fornovo di Taro, Parma, Terenzo.

## Demografia
| Variação demográfica do município entre 1861 e 2011                               |
|                                                                                   |
| Fonte: Istituto Nazionale di Statistica (ISTAT) - Elaboração gráfica da Wikipedia |